# Екзокліваж
Екзокліваж (рос. экзокливаж, англ. exocleavage, нім. Exoclivage, Exoschieferung) — розчленованість гірських порід системою тріщин, що утворилися під впливом зовнішніх, переважно тектонічних впливів.
Е. розташовується під різними, як правило, гострими, кутами до площин нашарування.